# Bouchon
Bouchon – miejscowość i gmina we Francji, w regionie Hauts-de-France, w departamencie Somma.
Według danych na rok 2011 gminę zamieszkiwało 151 osób, a gęstość zaludnienia wynosiła 33 osoby/km² (wśród 2293 gmin Pikardii Bouchon plasuje się na 862. miejscu pod względem liczby ludności, natomiast pod względem powierzchni na miejscu 908.).